# 여좌동
여좌동(餘佐洞)은 대한민국 경상남도 창원시 진해구의 행정동 및 법정동이다.

## 개요
여좌동은 역사적으로 웅천현 상서면, 웅천군 상서면, 창원부 웅서면, 마산부 웅서면, 마산부 진해면, 창원군 진해면, 창원군 진해읍 등의 관할로 변천하여 왔다. 1910년에 일본이 점탈하기 이전에는 “여명리(餘明里), 좌천리(左川里), 신좌천리(新左川里)”로 마을을 이루고 있었다. 일제 때는 일본 육군부대인 소위 《진해만 요새 사령부》가 주둔하였고, 2차대전 말기에는 일본 군속의 관사, 이른바 근로 공원 학도들의 기숙사(현 대야초등학교자리)가 건립되기도 하였다. ‘여좌동’이라는 동명은 1946년 귀환 동포의 입주, 한국전쟁 피난민의 입주 등으로 오늘날과 같이 인구 밀도가 조밀해 졌으며 동명은 우리 식으로 개칭하면서 “여명리, 좌천리”의 머리글자를 따서 “여좌동”이라 하였다.
1955년에 진해시정이 펼쳐지면서 여좌동을 3개 행정동으로 나누어 새로운 행정동으로 획정되었던 여좌1가동과 여좌2가동을 1986년에 통폐합하여 “여좌동”으로 개편하였다.

## 법정동
- 여좌동(餘佐洞)
- 태백동(太白洞)
- 충무동(忠武洞)
- 현동(縣洞)

## 교육
- 대야초등학교
- 진해중학교
- 진해여자중학교
- 진해고등학교
- 진해여자고등학교

## 교통
- 진해역